# Atletisme als Jocs Olímpics d'Estiu de 2024 - Marató masculina
La prova de Marató masculina d'Atletisme als Jocs Olímpics de París 2024 serà la 30a edició de l'esdeveniment en unes Olimpíades. La prova es disputarà el 10 d'agost del 2024 pels carrers de París, entre l'Ajuntament i el recinte dels Invàlids.
El kenyà Eliud Kipchoge és el vigent campió de la prova olímpica després de guanyar la medalla d'or als Jocs Olímpics de Tòquio 2020. La medalla de plata fou pel neerlandès Abdi Nageeye i la medalla de bronze la va guanyar el belga Bashir Abdi.
L'equip d'Etiòpia és la selecció més guardonada, amb 4 medalles d'or, 1 medalla de plata i 3 medalles de bronze, en les 29 edicions que l'esdeveniment ha estat present als Jocs Olímpics. L'etíop Abebe Bikila, el kenyà Eliud Kipchoge i l'alemany Waldemar Cierpinski, amb 2 medalles d'or cadascú, són els atletes més guardonats en tota la història de la competició.

## Format
La Marató és una prova de fons de l'atletisme que consisteix en recórrer 42,195 quilòmetres en territori urbà. La competició únicament consistirà en una sola cursa, on hi participaran els 80 atletes classificats. Els 3 atletes que quedin al capdavant, obtindran les medalles.

## Classificació
Hi ha dues maneres de classificar-se per la prova olímpica. La forma principal és superant la marca estàndard de classificació (que per aquesta edició són 2:08:10 hores), en qualsevol prova organitzada o supervisada per la Federació Internacional d'Atletisme, entre l'1 de novembre de 2022 i el 30 de juny de 2024. Depenent dels llocs que sobrin es podran classificar els atletes que no hagin aconseguit aquesta marca mitjançant les places universals i el rànquing atlètic i fent prevaler la diversitat geogràfica. S'ha de tenir en compte que només es podran classificar un màxim de 3 atletes per país i en cas que sigui superior, cada federació haurà d'escollir els 3 corredors que consideri per participar en les Olimpíades.
| Mètode de classificació  | Places | País          | Atleta               |
| ------------------------ | ------ | ------------- | -------------------- |
| Marca estàndard 2:08:10h | 3      | Alemanya      |                      |
| Marca estàndard 2:08:10h | 3      | Alemanya      |                      |
| Marca estàndard 2:08:10h | 3      | Alemanya      |                      |
| Marca estàndard 2:08:10h | 3      | Bèlgica       | Bashir Abdi          |
| Marca estàndard 2:08:10h | 3      | Bèlgica       | Koen Naert           |
| Marca estàndard 2:08:10h | 3      | Bèlgica       | Michael Somers       |
| Marca estàndard 2:08:10h | 3      | Eritrea       |                      |
| Marca estàndard 2:08:10h | 3      | Eritrea       |                      |
| Marca estàndard 2:08:10h | 3      | Eritrea       |                      |
| Marca estàndard 2:08:10h | 3      | Espanya       |                      |
| Marca estàndard 2:08:10h | 3      | Espanya       |                      |
| Marca estàndard 2:08:10h | 3      | Espanya       |                      |
| Marca estàndard 2:08:10h | 3      | Etiòpia       |                      |
| Marca estàndard 2:08:10h | 3      | Etiòpia       |                      |
| Marca estàndard 2:08:10h | 3      | Etiòpia       |                      |
| Marca estàndard 2:08:10h | 3      | França        |                      |
| Marca estàndard 2:08:10h | 3      | França        |                      |
| Marca estàndard 2:08:10h | 3      | França        |                      |
| Marca estàndard 2:08:10h | 3      | Israel        |                      |
| Marca estàndard 2:08:10h | 3      | Israel        |                      |
| Marca estàndard 2:08:10h | 3      | Israel        |                      |
| Marca estàndard 2:08:10h | 3      | Itàlia        | Iliass Aouani        |
| Marca estàndard 2:08:10h | 3      | Itàlia        | Eyob Faniel          |
| Marca estàndard 2:08:10h | 3      | Itàlia        | Nekagenet Crippa     |
| Marca estàndard 2:08:10h | 3      | Kenya         |                      |
| Marca estàndard 2:08:10h | 3      | Kenya         |                      |
| Marca estàndard 2:08:10h | 3      | Kenya         |                      |
| Marca estàndard 2:08:10h | 3      | Marroc        |                      |
| Marca estàndard 2:08:10h | 3      | Marroc        |                      |
| Marca estàndard 2:08:10h | 3      | Marroc        |                      |
| Marca estàndard 2:08:10h | 3      | Uganda        |                      |
| Marca estàndard 2:08:10h | 3      | Uganda        |                      |
| Marca estàndard 2:08:10h | 3      | Uganda        |                      |
| Marca estàndard 2:08:10h | 3      | Xina          | He Jie               |
| Marca estàndard 2:08:10h | 3      | Xina          | Yang Shaohui         |
| Marca estàndard 2:08:10h | 3      | Xina          | Feng Peiyou          |
| Marca estàndard 2:08:10h | 2      | Austràlia     | Brett Robinson       |
| Marca estàndard 2:08:10h | 2      | Austràlia     | Patrick Tiernan      |
| Marca estàndard 2:08:10h | 2      | Estats Units  | Conner Mantz         |
| Marca estàndard 2:08:10h | 2      | Estats Units  | Clayton Young        |
| Marca estàndard 2:08:10h | 2      | Japó          | Naoki Koyama         |
| Marca estàndard 2:08:10h | 2      | Japó          |                      |
| Marca estàndard 2:08:10h | 2      | Noruega       | Zerei Kbrom Mezngi   |
| Marca estàndard 2:08:10h | 2      | Noruega       | Sondre Nordstad Moen |
| Marca estàndard 2:08:10h | 2      | Països Baixos | Abdi Nageeye         |
| Marca estàndard 2:08:10h | 2      | Països Baixos | Khalid Choukoud      |
| Marca estàndard 2:08:10h | 2      | Tanzània      | Gabriel Geay         |
| Marca estàndard 2:08:10h | 2      | Tanzània      | Alphonce Simbu       |
| Marca estàndard 2:08:10h | 1      | Bahrain       | Marius Kimutai       |
| Marca estàndard 2:08:10h | 1      | Bolívia       | Hector Garibay       |
| Marca estàndard 2:08:10h | 1      | Brasil        | Daniel do Nascimento |
| Marca estàndard 2:08:10h | 1      | Canadà        | Cameron Levins       |
| Marca estàndard 2:08:10h | 1      | Djibouti      | Ibrahim Hassan       |
| Marca estàndard 2:08:10h | 1      | Regne Unit    | Emile Cairess        |
| Marca estàndard 2:08:10h | 1      | Perú          | Cristhian Pacheco    |
| Marca estàndard 2:08:10h | 1      | Portugal      | Samuel Barata        |
| Marca estàndard 2:08:10h | 1      | Sud-àfrica    | Stephen Mokoka       |
| Marca estàndard 2:08:10h | 1      | Suïssa        | Tadesse Abraham      |
| Marca estàndard 2:08:10h | 1      | Turquia       | Kaan Kigen Ozbilen   |
| Marca estàndard 2:08:10h | 1      | Uzbekistan    | Shokhrukh Davlatov   |
| Marca estàndard 2:08:10h | 1      | Zimbàbue      | Isaac Mpofu          |
| Rànquing atlètic         | 1      |               |                      |
| Places universals        | 1      |               |                      |

## Medaller històric
| Posició | País              | Or | Argent | Bronze | Total |
| ------- | ----------------- | -- | ------ | ------ | ----- |
| 1       | Etiòpia           | 4  | 1      | 3      | 8     |
| 2       | Kenya             | 3  | 3      | 2      | 8     |
| 3       | Estats Units      | 3  | 2      | 5      | 10    |
| 4       | França            | 3  | 2      | 0      | 5     |
| 5       | Sud-àfrica        | 2  | 2      | 0      | 4     |
| 6       | Itàlia            | 2  | 1      | 1      | 4     |
| 7       | Argentina         | 2  | 1      | 0      | 3     |
| 8       | Finlàndia         | 2  | 0      | 3      | 5     |
| 9       | Alemanya de l'Est | 2  | 0      | 0      | 2     |
| 10      | Japó              | 1  | 2      | 2      | 5     |
| 11      | Corea del Sud     | 1  | 1      | 0      | 2     |
| 11      | Grècia            | 1  | 1      | 0      | 2     |
| 13      | Txecoslovàquia    | 1  | 0      | 0      | 1     |
| 13      | Uganda            | 1  | 0      | 0      | 1     |
| 13      | Portugal          | 1  | 0      | 0      | 1     |
| 16      | Regne Unit        | 0  | 4      | 1      | 5     |
| 17      | Països Baixos     | 0  | 2      | 0      | 2     |
| 17      | Marroc            | 0  | 2      | 0      | 2     |
| 19      | Bèlgica           | 0  | 1      | 3      | 4     |
| 20      | Irlanda           | 0  | 1      | 0      | 1     |
| 20      | Iugoslàvia        | 0  | 1      | 0      | 1     |
| 20      | Xile              | 0  | 1      | 0      | 1     |
| 20      | Estònia           | 0  | 1      | 0      | 1     |
| 24      | Nova Zelanda      | 0  | 0      | 2      | 2     |
| 24      | Suècia            | 0  | 0      | 2      | 2     |
| 26      | Brasil            | 0  | 0      | 1      | 1     |
| 26      | Alemanya          | 0  | 0      | 1      | 1     |
| 26      | Djibouti          | 0  | 0      | 1      | 1     |
| 26      | URSS              | 0  | 0      | 1      | 1     |
| 26      | Hongria           | 0  | 0      | 1      | 1     |